# C/1925 G1 (Оркіша)
C/1925 G1 (Оркіша) — неперіодична комета, відкрита 1925 року польським астрономом Люцьяом Оркішем на спостережній станції на Любомирі. Стала першою кометою, відкритою астрономом незалежної Польщі.

## Відкриття
Комету відкрив 3 квітня 1925 року польський астроном Люцьян Оркіш, керівник спостережної станції в Любомирі. Під час огляду неба за допомогою телескопа Мерца він побачив об'єкт восьмої зоряної величини (тобто приблизно в 6 разів тьмяніший за найслабші зорі, видимі неозброєним оком) у сузір'ї Пегаса і спочатку прийняв його за туманність. Вивчення цієї комети стало основою його дисертації доктора філософії.

## Орбіта і фізичні властивості комети
Орбіта комети C/1925 G1 (Оркіша) є гіперболою з ексцентриситетом 1,0006. Її перигелій становить 1,11 а.о., а нахил до екліптики 100,02˚.
Ядро цієї комети має розмір від кількох до понад 10 кілометрів.